# I liga brazylijska w piłce nożnej (1989)
Brazylia 1989
Mistrzem Brazylii został klub CR Vasco da Gama, natomiast wicemistrzem Brazylii - klub São Paulo.
Do Copa Libertadores w roku 1990 zakwalifikowały się następujące kluby:
- CR Vasco da Gama (mistrz Brazylii)
- Grêmio Porto Alegre (zwycięzca Copa do Brasil)

Cztery najsłabsze kluby spadły do drugiej ligi (Campeonato Brasileiro Série B):
- Coritiba FBC (degradacja w pierwszej fazie mistrzostw)
- Athletico Paranaense
- Guarani FC
- Sport Recife

Do pierwszej ligi awansowały dwa najlepsze kluby drugiej ligi:
- CA Bragantino
- São José

Liga zmniejszona została z 22 do 20 klubów.

## Campeonato Brasileiro Série A - sezon 1989

### Pierwszy etap
Liga podzielona została na dwie grupy po 11 klubów. Do drugiego etapu awansowało po 8 najlepszych klubów z każdej grupy.

#### Kolejka 1
| Data            | Mecz                                                                 |
| --------------- | -------------------------------------------------------------------- |
| 6 września 1989 | Botafogo FR - SC Internacional 2:1 Gustavo, Luisinho - Chiquinho     |
| 7 września 1989 | Athletico Paranaense - São Paulo 0:0                                 |
| 7 września 1989 | Corinthians Paulista - AA Internacional 0:2 Machado, Ronaldo Marques |
| 7 września 1989 | CR Flamengo - Atlético Mineiro 0:0                                   |
| 7 września 1989 | EC Vitória - Guarani FC 0:1 Washington                               |

| Data            | Mecz                                                                    |
| --------------- | ----------------------------------------------------------------------- |
| 6 września 1989 | EC Bahia - Fluminense FC 1:2 Dico - Hélio, Donizete                     |
| 7 września 1989 | Coritiba FBC - Grêmio Porto Alegre 2:1 Serginho, Carlos Alberto - Nando |
| 7 września 1989 | Cruzeiro EC - CR Vasco da Gama 0:1 Vivinho                              |
| 7 września 1989 | SE Palmeiras - Santos FC 0:0                                            |
| 7 września 1989 | Sport Recife - Goiás EC 0:1 Carlos Magno                                |

#### Kolejka 2
| Data             | Mecz                                                                              |
| ---------------- | --------------------------------------------------------------------------------- |
| 9 września 1989  | Guarani FC - Corinthians Paulista 1:3 Marcos Roberto - Joăo Paulo, Viola, Fabinho |
| 10 września 1989 | Athletico Paranaense - CR Flamengo 1:1 Jacenir - Fernando                         |
| 10 września 1989 | AA Internacional - Náutico 3:2 Machado (2), Edvaldo - Nivaldo (2)                 |
| 10 września 1989 | SC Internacional - Atlético Mineiro 1:0 Edu Lima                                  |
| 10 września 1989 | São Paulo - EC Vitória 0:0                                                        |

| Data             | Mecz                                                                |
| ---------------- | ------------------------------------------------------------------- |
| 9 września 1989  | Santos FC - Fluminense FC 0:1 Marcelo Henrique                      |
| 10 września 1989 | EC Bahia - Grêmio Porto Alegre 3:2 Charles (2), Dico - Jandir, Cuca |
| 10 września 1989 | Goiás EC - Portuguesa 2:1 Túlio (2) - Roberto Dinamite              |
| 10 września 1989 | Sport Recife - SE Palmeiras 1:1 Joécio - Gaúcho                     |
| 10 września 1989 | CR Vasco da Gama - Coritiba FBC 1:1 Vivinho - Carlos Alberto        |

#### Kolejka 3
| Data             | Mecz                                                                         |
| ---------------- | ---------------------------------------------------------------------------- |
| 16 września 1989 | Náutico - São Paulo 3:3 Bizu (2), Levi - Edivaldo, Paulo César, Bobô         |
| 16 września 1989 | Botafogo FR - Athletico Paranaense 3:0 Maurício, Mílton Cruz, Carlos Alberto |
| 16 września 1989 | EC Vitória - SC Internacional 0:2 Luvanor, Zé Carlos                         |
| 17 września 1989 | Guarani FC - AA Internacional 0:0                                            |
| 17 września 1989 | CR Flamengo - Corinthians Paulista 0:1 Neto                                  |

| Data             | Mecz                                                                                          |
| ---------------- | --------------------------------------------------------------------------------------------- |
| 16 września 1989 | Portuguesa - Fluminense FC 4:1 Roberto Dinamite, Jorginho, Toninho, Sinval - Marcelo Henrique |
| 17 września 1989 | Cruzeiro EC - EC Bahia 2:0 Édson Pezinho, Gílson Jáder                                        |
| 17 września 1989 | SE Palmeiras - Goiás EC 2:0 Gaúcho, Édson                                                     |
| 17 września 1989 | Santos FC - CR Vasco da Gama 1:2 Ernâni - Bebeto, Marco Antônio Boiadeiro                     |
| 17 września 1989 | Grêmio Porto Alegre - Sport Recife 2:0 Cuca, Lino                                             |

#### Kolejka 4
| Data             | Mecz                                                                   |
| ---------------- | ---------------------------------------------------------------------- |
| 20 września 1989 | EC Vitória - AA Internacional 2:1 Quirino, Alberto - Ronaldo Marques   |
| 20 września 1989 | CR Flamengo - Botafogo FR 1:0 Aílton                                   |
| 20 września 1989 | Atlético Mineiro - São Paulo 4:1 Robertinho (2), Gérson, Carlăo - Benę |
| 20 września 1989 | Guarani FC - Athletico Paranaense 0:1 Geraldo                          |
| 20 września 1989 | Náutico - Corinthians Paulista 1:0 Nivaldo                             |

| Data                 | Mecz                                                |
| -------------------- | --------------------------------------------------- |
| 20 września 1989     | Grêmio Porto Alegre - Cruzeiro EC 2:0 Gílson, Assis |
| 20 września 1989     | Fluminense FC - Coritiba FBC 2:0 Vânder Luís, Edgar |
| 20 września 1989     | Santos FC - Goiás EC 0:0                            |
| 20 września 1989     | Portuguesa - Sport Recife 1:1 Toninho - Heraldo     |
| 12 października 1989 | SE Palmeiras - EC Bahia 2:0 Buiăo, Édson            |

#### Kolejka 5
| Data             | Mecz                                                         |
| ---------------- | ------------------------------------------------------------ |
| 23 września 1989 | Atlético Mineiro - Botafogo FR 2:0 Gérson, Batista           |
| 24 września 1989 | Corinthians Paulista - São Paulo 2:1 Joăo Paulo, Neto - Bobô |
| 24 września 1989 | EC Vitória - CR Flamengo 0:0                                 |
| 24 września 1989 | Náutico - Guarani FC 1:2 Bizu - Tato, Marcos Roberto         |
| 24 września 1989 | SC Internacional - Athletico Paranaense 0:0                  |

| Data             | Mecz                                                       |
| ---------------- | ---------------------------------------------------------- |
| 23 września 1989 | Coritiba FBC - Cruzeiro EC 0:0                             |
| 24 września 1989 | CR Vasco da Gama - EC Bahia 2:2 Bismarck (2) - Charles (2) |
| 24 września 1989 | Fluminense FC - Sport Recife 2:0 Vânder Luís (2)           |
| 24 września 1989 | Grêmio Porto Alegre - Santos FC 0:0                        |
| 24 września 1989 | Portuguesa - SE Palmeiras 1:0 Roberto Dinamite             |

#### Kolejka 6
| Data                | Mecz                                                             |
| ------------------- | ---------------------------------------------------------------- |
| 30 września 1989    | São Paulo - SC Internacional 2:1 Edmílson, Mário Tilico - Nélson |
| 1 października 1989 | Corinthians Paulista - EC Vitória 2:0 Viola, Neto                |
| 1 października 1989 | Guarani FC - Botafogo FR 2:0 Cilinho, Charles                    |
| 1 października 1989 | AA Internacional - Atlético Mineiro 0:2 Aílton, Gérson           |
| 1 października 1989 | Athletico Paranaense - Náutico 3:0 Geraldo (2), Marquinhos       |

| Data                | Mecz                                                                               |
| ------------------- | ---------------------------------------------------------------------------------- |
| 30 września 1989    | Sport Recife - Santos FC 2:0 Dinho, Marcus Vinicíus                                |
| 1 października 1989 | Goiás EC - Coritiba FBC 2:3 Túlio, Carlos Magno - Carlos Alberto (2), Carlos Magno |
| 1 października 1989 | Cruzeiro EC - SE Palmeiras 2:1 Édson Pezinho, Careca - Gaúcho                      |
| 1 października 1989 | Fluminense FC - CR Vasco da Gama 0:0                                               |
| 1 października 1989 | EC Bahia - Portuguesa 0:0                                                          |

#### Kolejka 7
| Data                | Mecz                                                             |
| ------------------- | ---------------------------------------------------------------- |
| 28 września 1989    | CR Flamengo - Guarani FC 2:1 Nando, Júnior - Washington          |
| 4 października 1989 | Atlético Mineiro - Corinthians Paulista 1:1 Éder - Fabinho       |
| 4 października 1989 | EC Vitória - Athletico Paranaense 2:1 Alberto, Jairo - Manguinha |
| 4 października 1989 | Botafogo FR - Náutico 1:1 Gustavo - Vavá                         |
| 4 października 1989 | SC Internacional - AA Internacional 0:0                          |

| Data                | Mecz                                                                     |
| ------------------- | ------------------------------------------------------------------------ |
| 27 września 1989    | SE Palmeiras - Grêmio Porto Alegre 2:0 Trasante s, Ditinho Souza         |
| 27 września 1989    | Santos FC - EC Bahia 3:1 Paulinho (2), Ernâni - Ronaldo Silva            |
| 27 września 1989    | Portuguesa - Cruzeiro EC 0:0                                             |
| 4 października 1989 | Coritiba FBC - Sport Recife 2:1 Moreno, Ronaldo - Barbosa                |
| 4 października 1989 | CR Vasco da Gama - Goiás EC 4:1 Bismarck, Bebeto, Mazinho, Célio - Túlio |

#### Kolejka 8
| Data                | Mecz                                                             |
| ------------------- | ---------------------------------------------------------------- |
| 7 października 1989 | São Paulo - Botafogo FR 1:1 Bobô - Paulinho Criciúma             |
| 8 października 1989 | AA Internacional - Athletico Paranaense 1:1 Machado - Marquinhos |
| 8 października 1989 | Náutico - EC Vitória 4:0 Augusto, Bizu, Nivaldo, Erasmo          |
| 8 października 1989 | SC Internacional - CR Flamengo 0:0                               |
| 8 października 1989 | Atlético Mineiro - Guarani FC 0:0                                |

| Data                | Mecz                                                                        |
| ------------------- | --------------------------------------------------------------------------- |
| 4 października 1989 | Coritiba FBC - SE Palmeiras 1:3 Chicăo - Paulinho Carioca, Gaúcho, Bandeira |
| 8 października 1989 | Santos FC - Portuguesa 1:1 Carlinhos - Jorginho                             |
| 8 października 1989 | Goiás EC - EC Bahia 1:0 Túlio                                               |
| 8 października 1989 | CR Vasco da Gama - Grêmio Porto Alegre 3:1 Bismarck (2), William - Cuca     |
| 8 października 1989 | Fluminense FC - Cruzeiro EC 1:1 Marcelo Henrique - Hêider                   |

#### Kolejka 9
| Data                 | Mecz                                                                                      |
| -------------------- | ----------------------------------------------------------------------------------------- |
| 14 października 1989 | CR Flamengo - Náutico 2:0 Zico, Renato                                                    |
| 15 października 1989 | AA Internacional - São Paulo 0:0                                                          |
| 15 października 1989 | Botafogo FR - EC Vitória 2:0 Paulinho Criciúma, Donizete                                  |
| 15 października 1989 | Corinthians Paulista - SC Internacional 1:0 Neto                                          |
| 15 października 1989 | Athletico Paranaense - Atlético Mineiro 2:2 Marquinhos, Manguinha - Marquinhos, Osvaldo s |

| Data                 | Mecz                                                       |
| -------------------- | ---------------------------------------------------------- |
| 14 października 1989 | Goiás EC - Fluminense FC 2:0 Luís Carlos, Túlio            |
| 14 października 1989 | Grêmio Porto Alegre - Portuguesa 2:1 Kita, Cuca - Hélcio s |
| 15 października 1989 | Cruzeiro EC - Santos FC 0:0                                |
| 15 października 1989 | EC Bahia - Coritiba FBC 1:1 Ronaldo Silva - Tostăo         |
| 25 października 1989 | Sport Recife - CR Vasco da Gama 0:1 Tato                   |

#### Kolejka 10
| Data                 | Mecz                                                              |
| -------------------- | ----------------------------------------------------------------- |
| 18 października 1989 | Athletico Paranaense - Corinthians Paulista 0:1 Giba              |
| 18 października 1989 | Náutico - Atlético Mineiro 3:2 Bizu (2), Nivaldo - Gérson, Aílton |
| 18 października 1989 | Guarani FC - SC Internacional 0:1 Nenê s                          |
| 18 października 1989 | São Paulo - CR Flamengo 3:0 Paulo César, Mário Tilico, Zé Teodoro |
| 18 października 1989 | Botafogo FR - AA Internacional 1:0 Mílton Cruz                    |

| Data                 | Mecz                                                        |
| -------------------- | ----------------------------------------------------------- |
| 18 października 1989 | EC Bahia - Sport Recife 1:2 Marcelo - Lopes, Barbosa        |
| 18 października 1989 | Cruzeiro EC - Goiás EC 2:1 Édson Pezinho, Hamílton - Túlio  |
| 18 października 1989 | Portuguesa - Coritiba FBC 3:0 Roberto Dinamite (2), Toninho |
| 18 października 1989 | SE Palmeiras - CR Vasco da Gama 1:0 Gaúcho                  |
| 18 października 1989 | Grêmio Porto Alegre - Fluminense FC 1:0 Edinho              |

#### Kolejka 11
| Data                 | Mecz                                      |
| -------------------- | ----------------------------------------- |
| 21 października 1989 | São Paulo - Guarani FC 0:0                |
| 21 października 1989 | AA Internacional - CR Flamengo 1:0 Sídnei |
| 22 października 1989 | Corinthians Paulista - Botafogo FR 0:0    |
| 22 października 1989 | Atlético Mineiro - EC Vitória 0:0         |
| 22 października 1989 | SC Internacional - Náutico 0:1 Erasmo     |

| Data                 | Mecz |
| -------------------- | --- |
| 21 października 1989 | CR Vasco da Gama - Portuguesa 0:0 |
| 22 października 1989 | Goiás EC - Grêmio Porto Alegre 0:0 |
| 22 października 1989 | Sport Recife - Cruzeiro EC 2:1 Marcus Vinicíus, Barbosa - Careca |
| 22 października 1989 | Fluminense FC - SE Palmeiras 0:1 Paulinho Carioca |
| 22 października 1989 | Coritiba FBC - Santos FC 0:1vo Coritiba odmówiła gry, na skutek czego przyznano walkower 0:1 dla Santosu, natomiast klub Coritiba został wykluczony z turnieju i zdegradowany do drugiej ligi |

#### Tabele
Klubowi Coritiba z grupy B odjęto 5 punktów, a ponadto klub zdegradowany został do II ligi.
| Poz | Klub                 | Mecze | Zw | Rem | Por | Pkt | BrZd | BrStr |
| --- | -------------------- | ----- | -- | --- | --- | --- | ---- | ----- |
| 1   | Corinthians Paulista | 10    | 6  | 2   | 2   | 14  | 11   | 6     |
| 2   | Botafogo FR          | 10    | 4  | 3   | 3   | 11  | 10   | 8     |
| 3   | Atlético Mineiro     | 10    | 3  | 5   | 2   | 11  | 13   | 8     |
| 4   | Náutico              | 10    | 4  | 2   | 4   | 10  | 16   | 16    |
| 5   | AA Internacional     | 10    | 3  | 4   | 3   | 10  | 8    | 8     |
| 6   | CR Flamengo          | 10    | 3  | 4   | 3   | 10  | 6    | 7     |
| 7   | São Paulo            | 10    | 2  | 6   | 2   | 10  | 11   | 11    |
| 8   | SC Internacional     | 10    | 3  | 3   | 4   | 9   | 6    | 6     |
| 9   | Guarani FC           | 10    | 3  | 3   | 4   | 9   | 7    | 8     |
| 10  | Athletico Paranaense | 10    | 2  | 5   | 3   | 9   | 9    | 10    |
| 11  | EC Vitória           | 10    | 2  | 3   | 5   | 7   | 4    | 13    |

| Poz | Klub                | Mecze | Zw | Rem | Por | Pkt | BrZd | BrStr |
| --- | ------------------- | ----- | -- | --- | --- | --- | ---- | ----- |
| 1   | SE Palmeiras        | 10    | 6  | 2   | 2   | 14  | 13   | 5     |
| 2   | CR Vasco da Gama    | 10    | 5  | 4   | 1   | 14  | 14   | 7     |
| 3   | Portuguesa          | 10    | 3  | 5   | 2   | 11  | 12   | 7     |
| 4   | Grêmio Porto Alegre | 10    | 4  | 2   | 4   | 10  | 11   | 11    |
| 5   | Goiás EC            | 10    | 4  | 2   | 4   | 10  | 10   | 12    |
| 6   | Fluminense FC       | 10    | 4  | 2   | 4   | 10  | 9    | 10    |
| 7   | Cruzeiro EC         | 10    | 3  | 4   | 3   | 10  | 8    | 8     |
| 8   | Santos FC           | 10    | 2  | 5   | 3   | 9   | 6    | 7     |
| 9   | Sport Recife        | 10    | 3  | 2   | 5   | 8   | 9    | 12    |
| 10  | EC Bahia            | 10    | 1  | 3   | 6   | 5   | 9    | 17    |
| 11  | Coritiba FBC        | 10    | 3  | 3   | 4   | 4   | 10   | 15    |

### Drugi etap
W drugim etapie brały udział tylko te kluby, które w pierwszym etapie zajęły miejsce w pierwszej ósemce grupy A lub B. W drugiem etapie każdy z 8 zespołów z jednej grupy rozegrał 8 meczów grając po jednym meczu w każdym zespołem z drugiej grupy. Dorobek punktowy i bramowy został na koniec zsumowany z dorobkiem uzyskanym w pierwszym etapie. Zwycięzcy grup A i B awansowali do finału, który miał rozstrzygnąć o tytule mistrza Brazylii.

#### Kolejka 12
| Data                 | Mecz                                                                |
| -------------------- | ------------------------------------------------------------------- |
| 28 października 1989 | Grêmio Porto Alegre - AA Internacional 2:0 Kita, Paulo Egídio       |
| 28 października 1989 | Portuguesa - CR Flamengo 2:0 Lê, Toninho                            |
| 28 października 1989 | Botafogo FR - Cruzeiro EC 1:2 Mílton Cruz - Édson Pezinho, Israel s |
| 29 października 1989 | Atlético Mineiro - Goiás EC 3:0 Mauricinho (2), Gérson              |
| 29 października 1989 | Corinthians Paulista - Santos FC 0:0                                |
| 29 października 1989 | Náutico - Fluminense FC 3:2 Vavá (2), Erasmo - Rinaldo, Hélio       |
| 29 października 1989 | CR Vasco da Gama da Gama - São Paulo 0:0                            |
| 2 listopada 1989     | SE Palmeiras - SC Internacional 1:0 Gaúcho                          |

#### Kolejka 13
| Data             | Mecz                                                                   |
| ---------------- | ---------------------------------------------------------------------- |
| 4 listopada 1989 | Corinthians Paulista - Cruzeiro EC 0:1 Hamílton                        |
| 4 listopada 1989 | Goiás EC - Botafogo FR 1:2 Vânderson - Mazolinha, Mílton Cruz          |
| 5 listopada 1989 | São Paulo - SE Palmeiras 2:2 Mário Tilico (2) - Paulinho Carioca, Dida |
| 5 listopada 1989 | Atlético Mineiro - Fluminense FC 2:0 Jason, Gérson                     |
| 5 listopada 1989 | Santos FC - SC Internacional 2:1 Paulinho, Jorginho - Zé Carlos        |
| 5 listopada 1989 | Portuguesa - AA Internacional 2:0 Catatau, Roberto Dinamite            |
| 5 listopada 1989 | Náutico - Grêmio Porto Alegre 1:1 Vavá - Assis                         |
| 5 listopada 1989 | CR Flamengo - CR Vasco da Gama da Gama 2:0 Bujica (2)                  |

#### Kolejka 14
| Data              | Mecz                                                                                           |
| ----------------- | ---------------------------------------------------------------------------------------------- |
| 11 listopada 1989 | São Paulo - Santos FC 3:0 Edivaldo, Ney, Flávio                                                |
| 11 listopada 1989 | Atlético Mineiro - Grêmio Porto Alegre 0:0                                                     |
| 11 listopada 1989 | AA Internacional - CR Vasco da Gama da Gama 2:2 Carioca, China - Tita, Bismarck                |
| 11 listopada 1989 | Náutico - Portuguesa 1:1 Bizu - Roberto Dinamite                                               |
| 12 listopada 1989 | Goiás EC - Corinthians Paulista 1:1 Tiăozinho - Aílton                                         |
| 12 listopada 1989 | SE Palmeiras - CR Flamengo 1:1 Dario Pereyra - Nando                                           |
| 12 listopada 1989 | Cruzeiro EC - SC Internacional 4:2 Édson Pezinho, Hêider, Careca, Adílson - Luvanor, Chiquinho |
| 12 listopada 1989 | Botafogo FR - Fluminense FC 0:2 Rinaldo, Joăo Santos                                           |

#### Kolejka 15
| Data              | Mecz                                                                            |
| ----------------- | ------------------------------------------------------------------------------- |
| 18 listopada 1989 | CR Flamengo - Santos FC 1:0 Luís Carlos s                                       |
| 18 listopada 1989 | Portuguesa - Atlético Mineiro 1:0 Roberto Dinamite                              |
| 18 listopada 1989 | SC Internacional - Goiás EC 2:2 Luvanor, Aguirregaray - Túlio, Fagundes         |
| 19 listopada 1989 | São Paulo - Cruzeiro EC 2:0 Ney, Raí                                            |
| 19 listopada 1989 | Fluminense FC - Corinthians Paulista 1:1 Joăo Santos - Barbiéri                 |
| 19 listopada 1989 | Grêmio Porto Alegre - Botafogo FR 0:1 Maurício                                  |
| 19 listopada 1989 | CR Vasco da Gama da Gama - Náutico 4:2 Bebeto (2), Bismarck, Cássio - Bizu, Léo |
| 23 listopada 1989 | AA Internacional - SE Palmeiras 1:1 Zé Cláudio - Careca                         |

#### Kolejka 16
| Data              | Mecz                                                                             |
| ----------------- | -------------------------------------------------------------------------------- |
| 23 listopada 1989 | CR Flamengo - Goiás EC 0:0                                                       |
| 23 listopada 1989 | São Paulo - Fluminense FC 3:1 Ney, Mário Tilico, Raí - Sílvio                    |
| 29 listopada 1989 | SE Palmeiras - Atlético Mineiro 1:0 Mirandinha                                   |
| 29 listopada 1989 | CR Vasco da Gama da Gama - Botafogo FR 2:2 Sorato, Tita - Valdeir, Zé do Carmo s |
| 29 listopada 1989 | Santos FC - Náutico 2:1 Serginho, Paulinho - Nivaldo                             |
| 29 listopada 1989 | Corinthians Paulista - Portuguesa 1:0 Cláudio Adăo                               |
| 29 listopada 1989 | SC Internacional - Grêmio Porto Alegre 2:0 Nélson (2)                            |
| 29 listopada 1989 | AA Internacional - Cruzeiro EC 1:1 Machado - Hêider                              |

#### Kolejka 17
| Data              | Mecz                                                               |
| ----------------- | ------------------------------------------------------------------ |
| 25 listopada 1989 | Grêmio Porto Alegre - Corinthians Paulista 3:0 Assis (2), Fábio    |
| 25 listopada 1989 | Botafogo FR - Portuguesa 2:1 Maurício, Luisinho - Roberto Dinamite |
| 26 listopada 1989 | Fluminense FC - SC Internacional 0:0                               |
| 26 listopada 1989 | CR Vasco da Gama da Gama - Atlético Mineiro 1:1 Bismarck - Saulo   |
| 26 listopada 1989 | Santos FC - AA Internacional 2:0 Paulinho (2)                      |
| 26 listopada 1989 | Náutico - SE Palmeiras 2:2 Bizu, Nivaldo - Gaúcho, Bandeira        |
| 26 listopada 1989 | Cruzeiro EC - CR Flamengo 2:0 Hêider, Balu                         |
| 26 listopada 1989 | Goiás EC - São Paulo 0:0                                           |

#### Kolejka 18
| Data           | Mecz                                                                              |
| -------------- | --------------------------------------------------------------------------------- |
| 2 grudnia 1989 | Fluminense FC - CR Flamengo 0:5 Bujica, Renato Gaúcho, Uidemar, Zico, Luís Carlos |
| 2 grudnia 1989 | SC Internacional - Portuguesa 1:2 Chiquinho - Lê (2)                              |
| 2 grudnia 1989 | Cruzeiro EC - Náutico 4:0 Betinho (2), Édson Pezinho, Ademir                      |
| 3 grudnia 1989 | Atlético Mineiro - Santos FC 2:1 Aílton, Paulo Roberto Prestes - Paulinho         |
| 3 grudnia 1989 | AA Internacional - Goiás EC 0:1 Túlio                                             |
| 3 grudnia 1989 | Botafogo FR - SE Palmeiras 1:0 Vanderlei                                          |
| 3 grudnia 1989 | Corinthians Paulista - CR Vasco da Gama da Gama 0:1 Sorato                        |
| 3 grudnia 1989 | Grêmio Porto Alegre - São Paulo 1:3 Kita - Raí, Edivaldo, Mário Tilico            |

#### Kolejka 19
| Data            | Mecz                                                              |
| --------------- | ----------------------------------------------------------------- |
| 9 grudnia 1989  | CR Flamengo - Grêmio Porto Alegre 1:1 Marcelinho Carioca - Gílson |
| 9 grudnia 1989  | Fluminense FC - AA Internacional 0:1 China                        |
| 10 grudnia 1989 | Portuguesa - São Paulo 0:1 Edivaldo                               |
| 10 grudnia 1989 | SE Palmeiras - Corinthians Paulista 0:1 Cláudio Adăo              |
| 10 grudnia 1989 | SC Internacional - CR Vasco da Gama da Gama 0:2 Bebeto (2)        |
| 10 grudnia 1989 | Cruzeiro EC - Atlético Mineiro 1:0 Hêider                         |
| 10 grudnia 1989 | Santos FC - Botafogo FR 0:1 Paulinho Criciúma                     |
| 10 grudnia 1989 | Goiás EC - Náutico 2:1 Túlio (2) - Bizu                           |

#### Tabele
| Poz | Klub                 | Mecze | Zw | Rem | Por | Pkt | BrZd | BrStr |
| --- | -------------------- | ----- | -- | --- | --- | --- | ---- | ----- |
| 1   | São Paulo            | 18    | 7  | 9   | 2   | 23  | 25   | 15    |
| 2   | Botafogo FR          | 18    | 9  | 4   | 5   | 22  | 20   | 16    |
| 3   | Corinthians Paulista | 18    | 8  | 5   | 5   | 21  | 15   | 13    |
| 4   | Atlético Mineiro     | 18    | 6  | 7   | 5   | 19  | 21   | 13    |
| 5   | CR Flamengo          | 18    | 6  | 7   | 5   | 19  | 16   | 13    |
| 6   | Náutico              | 18    | 5  | 5   | 8   | 15  | 27   | 34    |
| 7   | AA Internacional     | 18    | 4  | 7   | 7   | 15  | 13   | 19    |
| 8   | SC Internacional     | 18    | 4  | 5   | 9   | 13  | 14   | 19    |

| Poz | Klub                | Mecze | Zw | Rem | Por | Pkt | BrZd | BrStr |
| --- | ------------------- | ----- | -- | --- | --- | --- | ---- | ----- |
| 1   | CR Vasco da Gama    | 18    | 8  | 8   | 2   | 24  | 26   | 16    |
| 2   | Cruzeiro EC         | 18    | 9  | 5   | 4   | 23  | 23   | 14    |
| 3   | SE Palmeiras        | 18    | 8  | 6   | 4   | 22  | 21   | 13    |
| 4   | Portuguesa          | 18    | 7  | 6   | 5   | 20  | 21   | 13    |
| 5   | Goiás EC            | 18    | 6  | 6   | 6   | 18  | 17   | 21    |
| 6   | Grêmio Porto Alegre | 18    | 6  | 5   | 7   | 17  | 19   | 19    |
| 7   | Santos FC           | 18    | 5  | 6   | 7   | 16  | 13   | 16    |
| 8   | Fluminense FC       | 18    | 5  | 4   | 9   | 14  | 15   | 25    |

### Turniej spadkowy
W turnieju miało wziąć udział 6 klubów - po 3 najsłabsze z każdej grupy pierwszego etapu. Ponieważ klub Coritiba został wcześniej zdegradowany, w turnieju wystąpiło tylko 5 klubów, z których tylko dwa najlepsze utrzymały się w pierwszej lidze.

#### Kolejka 1
| Data                 | Mecz                                                           |
| -------------------- | -------------------------------------------------------------- |
| 29 października 1989 | Athletico Paranaense - EC Vitória 3:0 Manguinha (2), Vanderlei |
| 29 października 1989 | EC Bahia - Guarani FC 0:0                                      |

#### Kolejka 2
| Data             | Mecz                                            |
| ---------------- | ----------------------------------------------- |
| 5 listopada 1989 | Sport Recife - Athletico Paranaense 0:0         |
| 5 listopada 1989 | EC Bahia - EC Vitória 2:1 Gil, Charles - Renato |

#### Kolejka 3
| Data              | Mecz                                             |
| ----------------- | ------------------------------------------------ |
| 12 listopada 1989 | EC Bahia - Sport Recife 2:0 Marquinhos, Naldinho |
| 12 listopada 1989 | Guarani FC - EC Vitória 0:1 Quirino              |

#### Kolejka 4
| Data              | Mecz                                                    |
| ----------------- | ------------------------------------------------------- |
| 19 listopada 1989 | Sport Recife - Guarani FC 1:3 Dinho - Élcio, Aírton (2) |
| 19 listopada 1989 | Athletico Paranaense - EC Bahia 0:0                     |

#### Kolejka 5
| Data              | Mecz                                     |
| ----------------- | ---------------------------------------- |
| 22 listopada 1989 | EC Vitória - Sport Recife 2:0 Renato (2) |
| 22 listopada 1989 | Guarani FC - Athletico Paranaense 0:0    |

#### Kolejka 6
| Data              | Mecz                                                         |
| ----------------- | ------------------------------------------------------------ |
| 26 listopada 1989 | EC Vitória - Athletico Paranaense 1:1 André Carpes - Mazinho |
| 26 listopada 1989 | Guarani FC - EC Bahia 1:1 Pereira - Charles                  |

#### Kolejka 7
| Data           | Mecz                                                               |
| -------------- | ------------------------------------------------------------------ |
| 3 grudnia 1989 | Athletico Paranaense - Sport Recife 1:1 Luís Fernando - André Luís |
| 3 grudnia 1989 | EC Bahia - EC Vitória 0:3 Hugo (3)                                 |

#### Kolejka 8
| Data           | Mecz                                             |
| -------------- | ------------------------------------------------ |
| 6 grudnia 1989 | Sport Recife - EC Bahia 0:1 Adenílton            |
| 6 grudnia 1989 | EC Vitória - Guarani FC 2:1 Toby, Jairo - Hugo s |

#### Kolejka 9
| Data            | Mecz                                                      |
| --------------- | --------------------------------------------------------- |
| 10 grudnia 1989 | EC Bahia - Athletico Paranaense 0:0                       |
| 10 grudnia 1989 | Guarani FC - Sport Recife 2:1 Aírton, Élcio - Jorge Veras |

#### Kolejka 10
| Data            | Mecz                                                                        |
| --------------- | --------------------------------------------------------------------------- |
| 14 grudnia 1989 | Athletico Paranaense - Guarani FC 4:1 Mazinho (2), Geraldo, Osvaldo - Élcio |
| 14 grudnia 1989 | Sport Recife - EC Vitória 0:0                                               |

#### Tabela
Do drugiej ligi spadły trzy ostatnie w tabeli kluby oraz zdegradowany już w pierwszej fazie mistrzostw klub Coritiba.
| Poz | Klub                 | Mecze | Zw | Rem | Por | Pkt | BrZd | BrStr |
| --- | -------------------- | ----- | -- | --- | --- | --- | ---- | ----- |
| 1   | EC Vitória           | 8     | 4  | 2   | 2   | 10  | 10   | 7     |
| 2   | EC Bahia             | 8     | 3  | 4   | 1   | 10  | 6    | 5     |
| 3   | Athletico Paranaense | 8     | 2  | 6   | 0   | 10  | 9    | 3     |
| 4   | Guarani FC           | 8     | 2  | 3   | 3   | 7   | 8    | 10    |
| 5   | Sport Recife         | 8     | 0  | 3   | 5   | 3   | 3    | 11    |

### Finał
Ponieważ Vasco da Gama w trakcie sezonu zebrał większą liczbę punktów, przed meczem finałowym nagrodzony został bonusem w postaci 1 punktu.
| São Paulo - CR Vasco da Gama 0:1 |
| 16 grudnia 1989 São Paulo Estádio do Morumbi (71 552) São Paulo - CR Vasco da Gama 0:1 (0:0) Sędzia: Wilson Carlos dos Santos Bramki: 0:1 Sorato 50 São Paulo Futebol Clube (trener Carlos Alberto Silva): Gilmar - Netinho, Adílson, Ricardo Rocha, Nelsinho, Flávio, Bobô, Raí, Mário Tilico, Ney, Edivaldo (Paulo César) Club de Regatas Vasco da Gama (trener Nelsinho Rosa): Acácio - Luiz Carlos Winck, Quińones, Marco Aurélio e Mazinho, Zé do Carmo, Marco Antônio Boiadeiro, Bismarck, Sorato, Bebeto, William |

Łącznie z otrzymanym bonusem Vasco da Gama po pierwszym meczu zebrał w finale 3 punkty, dlatego nie było konieczności rozgrywania meczu rewanżowego.
Mistrzem Brazylii w 1989 roku został klub CR Vasco da Gama, natomiast klub São Paulo został wicemistrzem Brazylii.

## Końcowa klasyfikacja sezonu 1989
| Poz | Klub                 | Mecze | Zw | Rem | Por | Pkt | BrZd | BrStr |
| --- | -------------------- | ----- | -- | --- | --- | --- | ---- | ----- |
| 1   | CR Vasco da Gama     | 19    | 9  | 8   | 2   | 26  | 27   | 16    |
| 2   | São Paulo            | 19    | 7  | 9   | 3   | 23  | 25   | 16    |
| 3   | Cruzeiro EC          | 18    | 9  | 5   | 4   | 23  | 23   | 14    |
| 4   | Botafogo FR          | 18    | 9  | 4   | 5   | 22  | 20   | 16    |
| 5   | SE Palmeiras         | 18    | 8  | 6   | 4   | 22  | 21   | 13    |
| 6   | Corinthians Paulista | 18    | 8  | 5   | 5   | 21  | 15   | 13    |
| 7   | Portuguesa           | 18    | 7  | 6   | 5   | 20  | 21   | 13    |
| 8   | Atlético Mineiro     | 18    | 6  | 7   | 5   | 19  | 21   | 13    |
| 9   | CR Flamengo          | 18    | 6  | 7   | 5   | 19  | 16   | 13    |
| 10  | Goiás EC             | 18    | 6  | 6   | 6   | 18  | 17   | 21    |
| 11  | Grêmio Porto Alegre  | 18    | 6  | 5   | 7   | 17  | 19   | 19    |
| 12  | Santos FC            | 18    | 5  | 6   | 7   | 16  | 13   | 16    |
| 13  | Náutico              | 18    | 5  | 5   | 8   | 15  | 27   | 34    |
| 14  | AA Internacional     | 18    | 4  | 7   | 7   | 15  | 13   | 19    |
| 15  | Fluminense FC        | 18    | 5  | 4   | 9   | 14  | 15   | 25    |
| 16  | SC Internacional     | 18    | 4  | 5   | 9   | 13  | 14   | 19    |
| 17  | EC Vitória           | 18    | 6  | 5   | 7   | 17  | 14   | 20    |
| 18  | EC Bahia             | 18    | 4  | 7   | 7   | 15  | 15   | 22    |
| 19  | Athletico Paranaense | 18    | 4  | 11  | 3   | 19  | 18   | 13    |
| 20  | Guarani FC           | 18    | 5  | 6   | 7   | 16  | 15   | 18    |
| 21  | Sport Recife         | 18    | 3  | 5   | 10  | 11  | 12   | 23    |
| 22  | Coritiba FBC         | 10    | 3  | 3   | 4   | 4   | 10   | 15    |